# Seyresse
Seyresse (okzitanisch: Seiressa) ist eine französische Gemeinde mit 1.022 Einwohnern (Stand: 1. Januar 2022) im Département Landes in der Region Nouvelle-Aquitaine (vor 2016: Aquitanien). Sie gehört zum Arrondissement Dax und zum Kanton Dax-2. Die Einwohner werden Seyressois genannt.

## Geografie
Die Gemeinde Seyresse liegt etwa zwei Kilometer südsüdwestlich des Stadtzentrums von Dax in der Landschaft Marensin. Der Fluss Luy begrenzt die Gemeinde im Süden. Umgeben wird Seyresse von den Nachbargemeinden Dax im Norden und Osten, Saint-Pandelon im Süden sowie Oeyreluy im Westen und Südwesten.

## Bevölkerungsentwicklung
| Jahr                       | 1962 | 1968 | 1975 | 1982 | 1990 | 1999 | 2006 | 2013 | 2021 |
| -------------------------- | ---- | ---- | ---- | ---- | ---- | ---- | ---- | ---- | ---- |
| Einwohner                  | 233  | 263  | 255  | 506  | 616  | 597  | 749  | 851  | 1016 |
| Quellen: Cassini und INSEE |      |      |      |      |      |      |      |      |      |

## Sehenswürdigkeiten
- Kirche Saint-Martin